# Mikołaj Łęczycki
Mikołaj Łęczycki herbu Niesobia, łac. Nicolaus Lancicius (ur. 10 grudnia 1574 koło Nieświeża, zm. 30 marca 1653 w Kownie) – polski teolog katolicki, mistyk, jezuita.

## Życiorys
Był synem znanego drukarza Daniela z Łęczycy oraz Katarzyny z Gotartów. W wieku osiemnastu lat przeszedł z kalwinizmu na katolicyzm, przekonując do tego kroku również ojca. Jednocześnie wstąpił do zakonu jezuitów. Święcenia przyjął 14 czerwca 1601 w czasie kilkunastoletniego pobytu w Rzymie (odbył tam studia oraz współpracował z Niccolò Orlandinim w opracowywaniu dziejów jezuitów w centralnym archiwum zakonnym). Powrócił do Polski w 1607, przywożąc szereg relikwii, którymi obdarowywał potem kościoły jezuickie. Był profesorem na Akademii Wileńskiej. Wykładał w kolegiach na terenie całej Rzeczypospolitej, kilka razy przebywał w Rzymie. Zabiegał o porozumienie protestantów z katolikami, prawosławnych z unitami, swoich współbraci z Akademią Krakowską.
Już za życia był uważany za mistrza życia duchowego i cudotwórcę (przypisywano mu objawienia, dar proroczy, uzdrawianie, rzekomą lewitację, telekinezę i bilokację).

## Dzieła

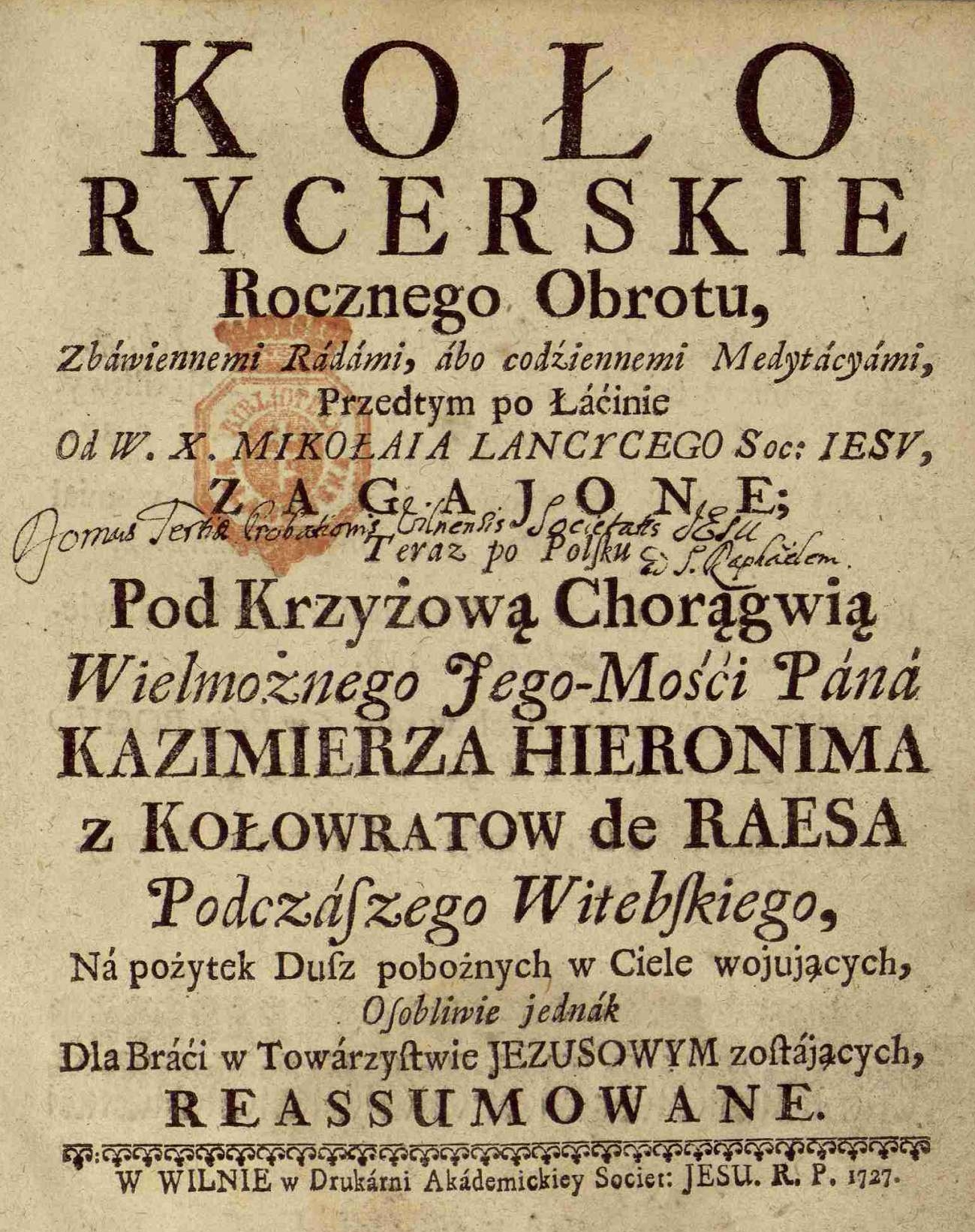
"Koło rycerskie rocznego obrotu" wydane w Wilnie w roku 1727.

Autor wielu dzieł filozoficznych, między innymi:
- dzienniczka De piis erga Deum et coelites affectibus (znanego również pod innymi tytułami) – pozycji najobszerniejszej i najwyżej cenionej, wielokrotnie wydawanej, tłumaczonej na język polski, francuski, angielski, niemiecki i czeski
- Insignis conversio Mariae Bonaventurae, monialis Romanae
- De officiis sacerdotum
- De conditionibus boni superioris
- Dissertatio historica et theologica de praestantia Instituti Societatis Iesu
- De recta traducenda adolescentia
- De exteriore corporis compositione
- De humanarum passionum dominio

Większość z nich opublikował Jean Bolland w dwutomowym zbiorze Opuscula spiritualia (Antwerpia, 1650).